# IWeb
iWeb — програма у концепції WYSIWYG випущенна компанією Apple для створення, редагування інтернет сайтів та розміщення їх на Mac чи інших хостингах. Цей програмний продукт відрізняється від інших своєю простотою та швидкістю створення вебсторінок. Перша версія iWeb була анонсована на Macworld Conference & Expo 10 січня 2006 року в рамках комплекту iLife '06.

## Припинення роботи iWeb в перехід на iCloud
У червні 2011 року з'явились чутки, що iWeb не буде розроблятися та підтримуватись у майбутньому. 30 червня 2012 Apple вимкнула сервіс MobileMe. Вебсайти створені на iWeb та розміщені на MobileMe, зникли, якщо до цього часу не були перенесені на інші сервіси. Також, Apple представила інструкції щодо переміщення сайтів iWeb на інший хостинги.